# Anton Zeilinger
Anton Zeilinger, född 20 maj 1945 i Ried im Innkreis, Oberösterreich, är en österrikisk kvantfysiker och nobelpristagare. Han är professor emeritus i fysik vid Wiens universitet och har också varit professor vid Innsbrucks universitet. Zeilinger har kallats en pionjär inom det nya fältet kvantinformation och är inte minst känd för förverkligandet av kvantteleportering med fotoner. 
År 2004 utförde han ett berömt experiment där han teleporterade en foton 600 meter från en sida av floden Donau till den andra. Tillsammans med Alain Aspect och John Clauser tilldelades Zeilinger Nobelpriset i fysik 2022 med motiveringen: "för experiment med sammanflätade fotoner som påvisat brott mot Bell-olikheter och banat väg för kvantinformationsvetenskap".
Zeilinger är även intresserad av vetenskapsfilosofi och kallades 1997 till Indien för att förklara kvantfysik för Dalai lama.

## Biografi
Anton Zeilinger har innehaft befattningar vid Innsbrucks universitet, Münchens tekniska universitet, Wiens tekniska universitet samt Massachusetts Institute of Technology (MIT) samt framstående besöksbefattningar vid Humboldt-Universität zu Berlin, Merton College (Oxford University) och Collège de France i Paris. Zeilinger har mottagit många priser för sitt vetenskapliga arbete, bland de senare hör den första Isaac Newton-medaljen (2007) samt Wolfpriset (2010). Han är medlem av sex vetenskapliga akademier. Anton Zeilinger är för närvarande professor emeritus i fysik vid Wiens universitet och vetenskaplig ledare vid Institutet för kvantoptik och kvantinformation vid den Österrikiska vetenskapsakademien. Sedan 2006 har Zeilinger haft befattningen som vice ordförande i styrelsen för Institute of Science and Technology Austria, ett ambitiöst projekt som påbörjades efter en idé av Zeilinger.
År 2005 var Anton Zeilinger bland de "10 människor som kan förändra världen" som utsågs av den brittiska tidningen New Statesman. Zeilinger är ett fan av Liftarens guide till galaxen av Douglas Adams och har till och med givit sin segelbåt namnet 42.